# Вештина рада у тиму и вештина руковођења
Вештина рада у тиму и вештина руковођења је водич Драгане Малешевић објављен од издавачке куће Провенс 2020. године.

## О књизи
Књига представља водич за развијање вештине рада у тиму и вештине руковођења. На почетку читаоци се упознају са појмом тима, фазама у развоју тима, као и карактеристикама функционалних и дисфункционалних тимова, а касније нуди и препоруке за успешан рад тима. Скалом процене читаоници се могу самопроценити и на основу резултата добити податке које су њихове примарне и секундарне улоге када раде тимски. Свака од улога је описана по типичности, њеним карактеристикама, дозвољеним слабостима и понашању које треба избегавати у тимском раду.
Вештина руковођења (лидерство) се развија дефинисањем ко је вођа (лидер) и шта се подразумева под руковођењем (лидерством), за лидерство се везује моћ. Истраживачи Френч и Равен утврдили су да постоји пет основних извора моћи и у складу са њима врсте моћи, а то су референтна моћ, стручна моћ, легална моћ, моћ награђивања и моћ принуде, које су објашњене у књизи. Читаоци се упознају са утицајем моћи у лидерству и трансформационим лидерством као једним од најновијих и најсвеобухватнијих приступа којим се одређује потребно и пожељно лидерство данашњих лидера. На основу карактеристика трансформационих лидера израђена је скала процене која омогућава читаоцима да самопроценом утврде карактеристике свог лидерства у односу на пожељне карактеристике савременог трансформационог лидера.